# Lijst van rijksmonumenten in Oldeboorn
De plaats Oldeboorn (ook wel Aldeboarn) telt 18 inschrijvingen in het rijksmonumentenregister, hieronder een overzicht. 
| Object | Oorspronkelijke functie? | Bouwjaar                                 | Architect | Locatie                          | Coördinaten?                 | Nr.?  | Afbeelding        |
| --- | ------------------------ | ---------------------------------------- | --------- | -------------------------------- | ---------------------------- | ----- | ----------------- |
| Waag | Handel en kantoor        | 1736                                     |           | Waechstege 1                     | 53° 2' 51" NB, 5° 53' 34" OL | 35944 | Meer afbeeldingen |
| Woning met voorgevel met kroonlijst onder laag zadeldak voorschild met dakkapel en achterbouw aan de Waechstege                                  | Werk-woonhuis            |                                          |           | Waechstege 4                     | 53° 2' 51" NB, 5° 53' 35" OL | 35945 | Meer afbeeldingen |
| Pand onder zadeldak tegen puntgevel met aanzetkrullen op gebeeldhouwde stenen                                                                    | Werk-woonhuis            | 1805                                     |           | Andringastrjitte 17              | 53° 2' 50" NB, 5° 53' 32" OL | 35946 | Meer afbeeldingen |
| Watzamastate | Boerderij                | 1850-1900                                |           | Easterboarn 9                    | 53° 2' 55" NB, 5° 54' 57" OL | 35947 | Meer afbeeldingen |
| Hervormde kerk, voorm. pastorie (restant van Andringa State)                                                                                     | Woonhuis                 | 1894                                     |           | Lycklema's Leantsje 1            | 53° 2' 50" NB, 5° 53' 36" OL | 35948 | Meer afbeeldingen |
| Kop-rompboerderij met onderkelderd voorhuis met zesruitsvensters in voorhuis en woongedeelte schuur en met vrijstaande stookhut                  | Boerderij                | 1800-1850                                |           | Súdkant 6                        | 53° 2' 48" NB, 5° 53' 46" OL | 35949 | Meer afbeeldingen |
| Hervormde kerk, toren (Doelhôftsjerke) | Kerk en kerkonderdeel    | 1736-'37                                 |           | Tsjerkebuorren 2                 | 53° 2' 50" NB, 5° 53' 39" OL | 35950 | Meer afbeeldingen |
| Hervormde kerk (Doelhôftsjerke) | Kerk en kerkonderdeel    | 1753                                     |           | Tsjerkebuorren 4                 | 53° 2' 50" NB, 5° 53' 40" OL | 35951 | Meer afbeeldingen |
| Pand met omlijste vensters en ingang met bovenlicht-ornament en verdieping onder laag tentdak                                                    | Woonhuis                 | ca. 1880 (kern mogelijk ouder)           |           | Weaze 1                          | 53° 2' 53" NB, 5° 53' 28" OL | 35952 | Meer afbeeldingen |
| Pand met verdieping met vier- en zesruitsvensters onder schilddak met twee hoekschoorstenen                                                      | Woonhuis                 |                                          |           | Weaze 7                          | 53° 2' 53" NB, 5° 53' 30" OL | 35953 | Meer afbeeldingen |
| Pand onder zadeldak tegen puntgevel met aanzetkrullen                                                                                            | Werk-woonhuis            | 1784                                     |           | Weaze 16                         | 53° 2' 52" NB, 5° 53' 31" OL | 35954 | Meer afbeeldingen |
| Fors pand met verdieping en geblokte kroonlijst onder hoog schilddak met dakkapel en twee hoekschoorstenen en met diep achterhuis onder zadeldak | Woonhuis                 | midden 19e eeuw (gevel, kern mog. ouder) |           | Weaze 19                         | 53° 2' 53" NB, 5° 53' 32" OL | 35955 | Meer afbeeldingen |
| Eenvoudig pand onder zadeldak met voorschild waarvoor dakkapel                                                                                   | Werk-woonhuis            |                                          |           | Weaze 24                         | 53° 2' 52" NB, 5° 53' 32" OL | 35956 | Meer afbeeldingen |
| Gereformeerde kerk | Kerk en kerkonderdeel    | 1738                                     |           | Weaze 25                         | 53° 2' 52" NB, 5° 53' 33" OL | 35957 | Meer afbeeldingen |
| Diep links onderkelderd pand onder zadeldak tegen klokgevel met gebeeldhouwde aanzetkrullen en beeldhouwwerk aan de kuif                         | Werk-woonhuis            | 1760-'62 1961 (rest.)                    |           | Weaze 30                         | 53° 2' 53" NB, 5° 53' 34" OL | 35958 | Meer afbeeldingen |
| Pand onder dwars zadeldak tegen puntgevels (vormt een geheel met nr. 13)                                                                         | Woonhuis                 | 1767                                     |           | Westein 12                       | 53° 2' 53" NB, 5° 53' 22" OL | 35959 | Meer afbeeldingen |
| Pand onder dwars zadeldak tegen puntgevels (vormt een geheel met nr. 12)                                                                         | Woonhuis                 | 1767                                     |           | Westein 13                       | 53° 2' 53" NB, 5° 53' 21" OL | 35960 | Meer afbeeldingen |
| Twee smeedijzeren draaibruggen over de Boorn | Brug                     | 1900-'10                                 |           | bij Achterom 7 bij Brittenburg 1 | 53° 3' 10" NB, 5° 51' 2" OL  | 35961 | Meer afbeeldingen |